# Demonax pseudopsilomerus
Demonax pseudopsilomerus är en skalbaggsart som beskrevs av J. Linsley Gressitt och Yves Rondon 1970. Demonax pseudopsilomerus ingår i släktet Demonax och familjen långhorningar.
Artens utbredningsområde är Laos. Inga underarter finns listade i Catalogue of Life.